# Lorenzaccio
Lorenzaccio è la versione teatrale del romanzo omonimo scritta e diretta da Carmelo Bene, con la precisazione nel titolo che "è al di là di Alfred De Musset e Benedetto Varchi" che ne hanno fornito in passato una loro versione.

## Lorenzaccio (versione teatrale)

Carmelo Bene

La vicenda e lo spettacolo teatrale del Lorenzaccio dell'87 viene spiegato abbastanza esaustivamente nella puntata del 23 ottobre del 1995 di Uno contro tutti del MCS. Bene descrive l'agire, o meglio, il non-agire di Lorenzaccio nel tempo aion, o, altrimenti detto, la differenza tra atto e azione. La cosa curiosa e interessante è che il protagonista, Carmelo Bene, non volle mai partecipare alle prove, sostituito in queste da una controfigura, dato che la sua necessità era quella di non riuscire a pensare, a programmare, a reagire logicamente nelle situazioni inaspettate che gli sarebbero capitate in scena. Tutto questo sarebbe servito a rendere il gesto atemporale della figura di Lorenzino di Pier Francesco de' Medici (ingiurato poi dai posteri Lorenzaccio) che, con l'omicidio demotivato e apparentemente senza movente di suo zio Alessandro, "sfregia in faccia la storia". La scena così concepita, calpestata alla prima da C.B. sarebbe stata un vero handicap e impedimento all'agire, a qualsiasi azione, alla premeditazione (in questo caso del delitto), considerata l'"atmosfera" così stracolma di rumori, forti e inaspettati, provocati dal rumorista Contini, in armatura cinquecentesca. Quindi Lorenzino non poteva far altro che smarrirsi nell'atto, dimenticando lo scopo per cui veniva agito. Lo stesso Carmelo Bene spiega al MCS questo retrocedere al non-agire di Lorenzino di fronte al chiasso ostruente del "pentolame storico":
Da quanto viene riportato in un articolo apparso su La Repubblica, Carmelo Bene definisce lo spettacolo teatrale del suo Lorenzaccio, a cui aveva lavorato da tre anni, come "lo spettacolo miracolo", un "ultimatum al teatro", "la fine del dicibile, dell'ascolto, dell'immagine", "liquidazione della storia e della psicanalisi", e oltretutto "indefinibile, illeggibile, inguaribile, invendibile, mai visto". Inoltre Carmelo Bene precisa che...
Maurizio Grande in La grandiosità del vano del Lorenzaccio beniano scrive:

## Lorenzaccio (racconto)
Il racconto da cui è tratta l'opera teatrale venne pubblicato a Roma da Nostra Signora Editrice nel 1986 e include lo studio di Maurizio Grande, La grandiosità del vano. Il racconto inizia così...
Lorenzaccio è quel gesto che nel suo compiersi si disapprova. Disapprova l'agire. E la storia medicea, dispensata, non sa di fatto stipare questo suo (–) enigma eroico; ha subìto e glorificato di peggio, questa Storia. Ma le cose son due: o la Storia, e il suo culto imbecille, è una immaginaria redazione esemplare delle infinite possibilità estromesse dalla arbitraria arroganza dei 'fatti' accaduti (infinità degli eventi abortiti); o è, comunque, un inventario di fatti senza artefici, generati, cioè, dall'incoscienza dei rispettivi attori (perché si dia un'azione è necessario un vuoto della memoria) che nella esecuzione del progetto, sospesi al vuoto del loro sogno, così a lungo perseguito e sfinito, dementi, quel progetto stesso smarrirono, (de)realizzandolo in pieno.
Dagli studi fatti (se ne interessò anche Gilles Deleuze ed altri studiosi) gli risultò che questa pecora nera, Lorenzino de' Medici, in seguito detto spregiativamente Lorenzaccio, era un antiumanista, un antistoricista, odiava gli intellettuali, lacchè di corte, e disprezzava la storia e tutti coloro che la fanno, che agiscono persuasi da una causa o dediti a uno scopo. Lorenzino invece si divertiva a rovinare le statue, rovinare le rovine, dell'Arco di Costantino a Roma, mandando su tutte le furie il papa. Lo stesso assassinio di Alessandro de' Medici non aveva né una motivazione politica, né ereditaria.
Carmelo Bene ne aggettiva addirittura il nome e nel suo teatro, per esempio, lo sentiamo parlare di gesti lorenzacci.

## Lorenzaccio (copione teatrale)
Nella versione italiana e riduzione da Alfred de Musset abbiamo nel finale del copione questo discorso monologato fra Filippo Strozzi e Lorenzino.
FILIPPO – Avresti deificato gli uomini, se non li disprezzassi.
LORENZO – Ma io non li disprezzo, li conosco. Ve ne sono pochi pessimi, molti vigliacchi e tanti indifferenti.
FILIPPO – Sono contento. Sì, mio malgrado, mi batte il cuore.
LORENZO – Meglio così.
FILIPPO – ... Neghi forse la storia del mondo intero?
LORENZO – No, non nego la storia, ma io non c'ero.

## Lorenzaccio (versione televisiva)
Nel 2003 la registrazione dello spettacolo teatrale Lorenzaccio del 1986 venne messa in onda appositamente per la televisione, prodotto dalla Fondazione l'Immemoriale di Carmelo Bene in collaborazione con Rai International e il comune di Roma. Proiettato in prima internazionale all'Auditorium Parco della Musica di Roma nell'ambito della manifestazione “Roma per Carmelo” il 1º settembre 2003.

## Edizioni
Teatro:
- "Lorenzaccio, al di là di Alfred De Musset e Benedetto Varchi" Con I. George, M. Contini. Firenze, Ridotto del Teatro Comunale (4 novembre 1987)
- "Lorenzaccio" di Marcello Vannucci - Produzione "IL MESE MEDICEO"

Televisione:
Lorenzaccio, al di là di de Musset e Benedetto Varchi, di Carmelo Bene. Regia di Carmelo Bene, interpreti: Carmelo Bene, Isaac George, Mauro Contini. Registrazione dello spettacolo teatrale del 1986, montaggio di Mauro Contini con la supervisione di Carmelo Bene. Direzione televisiva: Mauro Contini, Produzione: Fondazione l'Immemoriale di Carmelo Bene in collaborazione con Rai International e il comune di Roma, durata 90', 2003, Italia, colore, video. (Proiettato in prima internazionale all'Auditorium Parco della Musica di Roma nell'ambito della manifestazione “Roma per Carmelo ”il 1º settembre 2003)